# Obrium angulosum
Obrium angulosum là một loài bọ cánh cứng trong họ Cerambycidae.